# Dacryopinax elegans
Dacryopinax elegans är en svampart som först beskrevs av Berk. & M.A. Curtis, och fick sitt nu gällande namn av G.W. Martin 1948. Dacryopinax elegans ingår i släktet Dacryopinax och familjen Dacrymycetaceae.   Inga underarter finns listade i Catalogue of Life.

## Bildgalleri

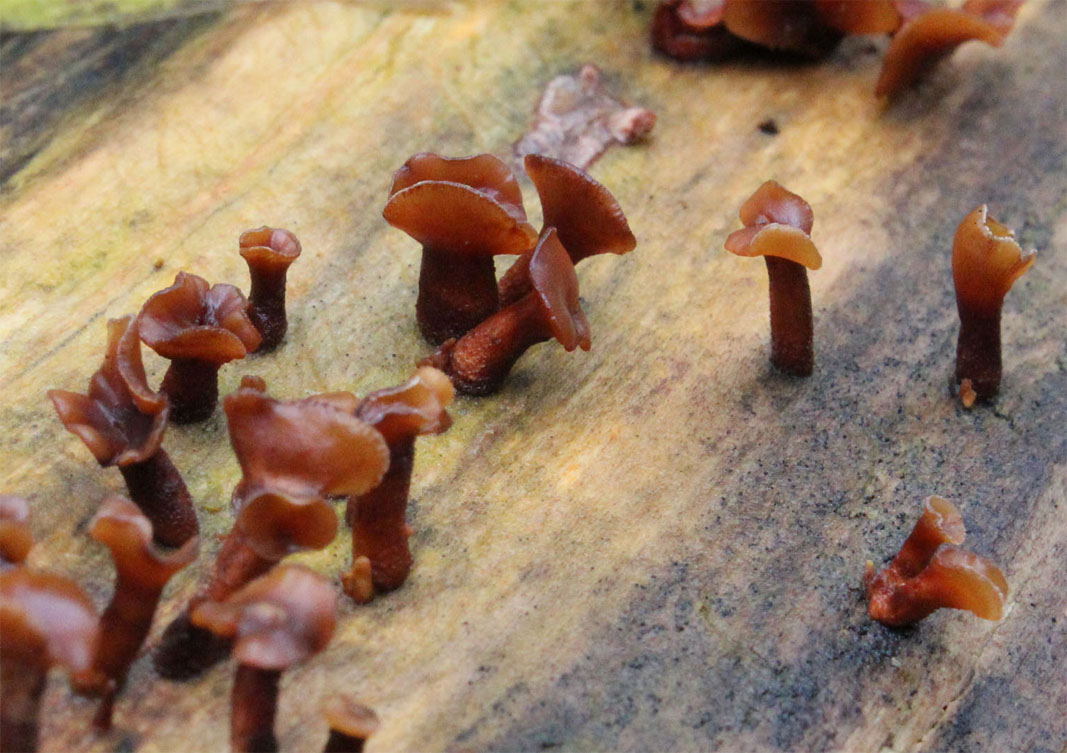